# Paul Ince
Paul Emerson Carlyle Ince (født 21. oktober 1967 i Ilford, London, England) er en engelsk fodboldtræner og tidligere professionel fodboldspiller.
Ince er tidligere træner for Championsklubben Blackpool FC og League One-klubben Notts County. Før det var han manager for Macclesfield Town, Blackburn Rovers og af to omgange Milton Keynes Dons.
I sin aktive karriere har Ince vundet et større antal turneringer med Manchester United. Han blev den første sorte spiller til at være anfører for Englands landshold og den første sorte brite til at træne et hold i den bedste liga i engelsk fodbold. I hele hans karriere har han spillet for syv engelske klubber, inklusive hold som Manchester United og Liverpool, og også det italienske hold Inter Milan.